# Hildegard Ippolito

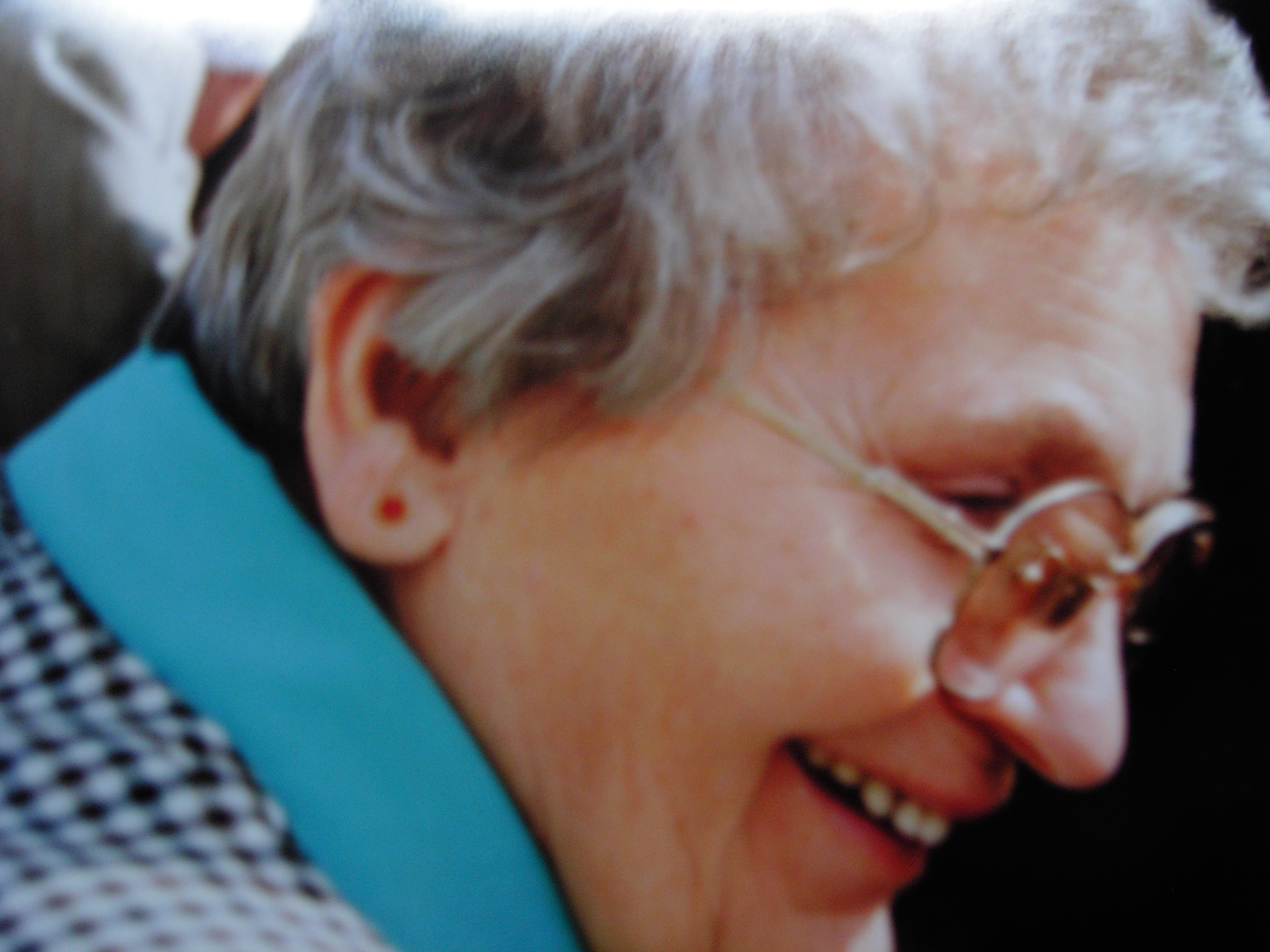
Hildegard Ippolito

Charlotte Hildegard Ippolito (* 18. Mai 1921 in Glogau, Provinz Niederschlesien; † 8. Februar 2007 in Köln) war eine deutsche Flüchtlingshelferin und Sozialpolitikerin, die sich nach dem Zweiten Weltkrieg für Flüchtlinge einsetzte und insbesondere alte, kranke und hilfsbedürftige Menschen unterstützte.

## Leben

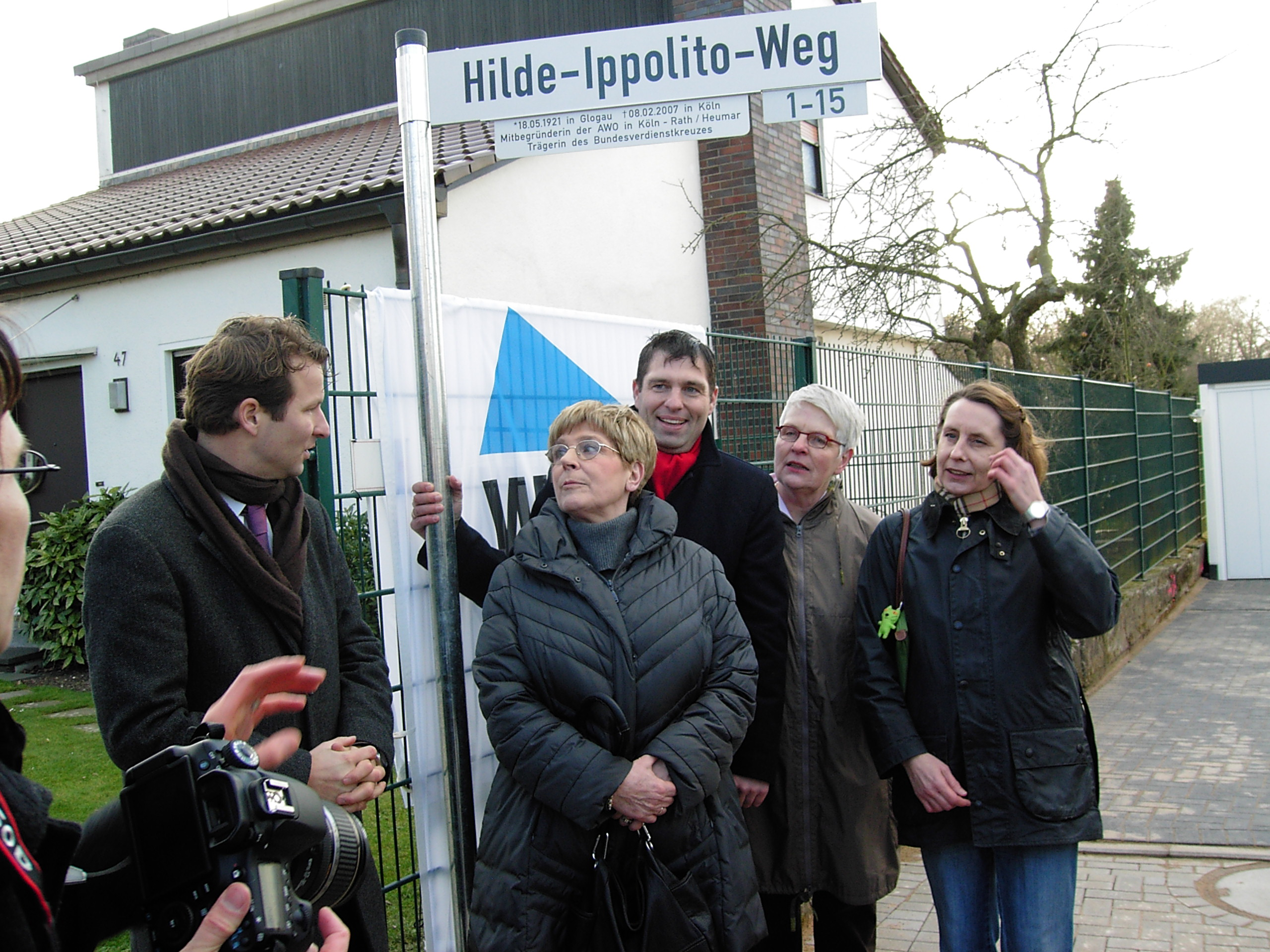
Einweihung des Hilde-Ippolito-Wegs durch den Bezirksbürgermeister Thiel

Hildegard Ippolito war 1946 Mitbegründerin der Arbeiterwohlfahrt und der SPD in Vechta. Ab 1960 baute sie in Heumar, das damals zum Verwaltungsbezirk Amt Porz gehörte und ab 1975 im Kölner Stadtteil Rath/Heumar aufging, den dortigen Ortsverein der Arbeiterwohlfahrt mit auf. Ab 1980 war sie dessen Vorsitzende.

## Ehrungen
Am 28. Juni 1988 erhielt Ippolito für ihr Engagement für Flüchtlinge und die Unterstützung alter, kranker und hilfsbedürftiger Menschen den Bundesverdienstorden. In Rath/Heumar wurde der Hilde-Ippolito-Weg nach ihr benannt.